# Villa Latina
Villa Latina es una localidad y comune italiana de la provincia de Frosinone, región de Lacio, con 1.233 habitantes.

## Evolución demográfica
| Gráfica de evolución demográfica de Villa Latina entre 1861 y 2001 |
|                                                                    |
| Fuente ISTAT - elaboración gráfica de Wikipedia                    |